# جماهير نادي برشلونة

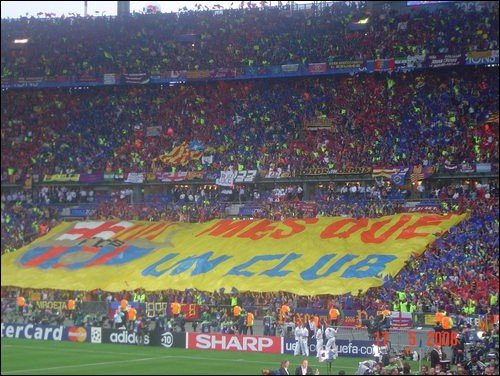
الجماهير المحتشدة لمؤازرة النادي في كامب نو.

جماهير نادي برشلونة مصطلح يطلق على مشجعي نادي برشلونة لكرة القدم في إسبانيا؛ ففي عام 1899 تأسس نادي برشلونة الإسباني في إقليم كاتالونيا، وخلال ما يناهز 115 عام لعبت جماهير النادي دور هام ومؤثر في مسيرة النادي الكاتالوني، وبلغ أوج هذا الاهتمام الجماهيري قُبيل فترة التحول الديمقراطي في إسبانيا منتصف السبعينيات من القرن الماضي، فقد كان ينظر أبناء الإقليم وما زالوا أن النادي رمز للهوية الكاتالونية ومسألة الالتفاف حوله ومساندته أمر واجب، ولا يقتصر دعم ومساندة الفريق من خلال مؤازرته في الملعب بل تمتد لأمور أخرى من بينها الانتساب لعضوية النادي، وعدد الأعضاء المنتسبين للنادي يعتبر من أكثر الأعضاء على مستوى الأندية الرياضية في العالم، إذ يزيد عدد أعضاء النادي عن 180 ألف عضو. أما على صعيد جماهيرية النادي دوليًا فقد أدى انتشار القنوات الفضائية وثورة الإنترنت لاتساع وزيادة شعبية النادي عالميًا بعد أن كانت لا تتعدى دول أوروبا في أوائل التسعينيات من القرن العشرين كغيره من أندية كرة القدم العالمية، وقد أدى كذلك التعاقد مع اللاعب المشهور البرازيلي رونالدينهو عام 2003 وما قدمة هذا اللاعب للنادي بارتفاع شعبية النادي الكتالوني. يحتل النادي مركز الطليعة كأكثر أندية كرة القدم في العالم حصول على حصة عوائد حقوق البث التلفزيوني بواقع 178 مليون يورو وفق إحصائية عن الموسم 2009/ 2010، ارتفعت خلال عام2014 إلى 182 مليون يورو، وهذا يعتبر مؤشر على حجم شعبية النادي على مستوى العالم، وهناك أوجه متعددة بخصوص جماهير النادي.

## في الملاعب

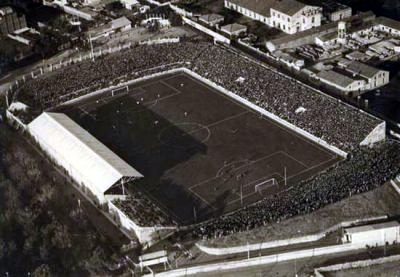
ليس كورتس عام 1930 وقد امتلأ بالجماهير

توجد علاقة طردية بين عدد الجماهير المؤازرة للفريق داخل الملعب وسعة الملعب التابع للفريق، لقد أدى زيادة الإقبال الجماهيري لأنصار نادي برشلونة منذ بداية استحداث النادي أواخر القرن التاسع عشر إلى الحاجة لتشييد ملاعب تستوعب عدد الجماهير المناصرة للنادي الكاتالوني، ففي بدايات عهد النادي كانت تقام مبارياته في ملاعب غير مهيئة لاستقبال أنصار النادي، وهذا الوضع دفع إدارة النادي في العقد الأول من القرن العشرين إلى بناء ملعب يستوعب أعداد المؤازرين إذ دُشِّن ملعب كامب ديل لا إندوستريا عام 1909 والذي كان يتسع لستة آلاف مشجع، ومع زيادة شعبية النادي وزيادة الاهتمام بكرة القدم في مدينة برشلونة لم يعد الملعب يستوعب جميع الجماهير الراغبة بحضور مباريات الفريق، وهذا بدوره أدى لبناء ملعب أكثر سعة في العام 1922 وهو ملعب ليس كورتس الذي كان يتسع لثلاثون ألف مشجع وتمت زيادة سعته فيما بعد ليستوعب 60 ألف مشجع، لكن رغم تلك السعة للملعب لم يعد في منتصف القرن الماضي يفي لاستيعاب جميع أنصار النادي مما أرغم إدارة نادي برشلونة لبناء ملعب أكبر فخامة وأكثر استيعاب وهو ملعب كامب نو الذي تم تدشينه عام 1957 وبدأ بطاقة استيعابية حينها قدرت بـ90 ألف متفرج قبل أن تبلغ 99 ألف متفرج في الوقت الراهن. لا تقتصر مساندة الجماهير للنادي في معقل النادي الكاتلوني ملعب كامب نو الذي يتسع لحوالي 99 ألف متفرج ويبلغ متوسط الحضور الجماهيري 80 ألف مشجع في المباراة الواحدة، بل تتعدى ملعب الكامب نو لأي ملعب آخر يحل فيه نادي برشلونة ضيفًا، سواء كان في إسبانيا أو خارجها، ومن المباريات التي شكلت فيها الجماهير عامل هام للنادي مباراة نادي برشلونة مع نادي فورتونا دوسلدورف الألماني في مدينة بازل السويسرية في نهائي كأس أبطال الكؤوس الأوروبية عام 1979 إذ احتشد 30 ألف مشجع في ملعب المباراة لمؤازرة النادي.

## الروابط التشجيعية
يبلغ عدد الروابط التشجيعية للنادي 1343 رابطة موزعة في إسبانيا وأغلب دول العالم، من بينها 646 رابطة تشجيعية في مقاطعتي كاتالونيا وبلنسية و625 في باقي أنحاء إسبانيا و72 رابطة في باقي أرجاء العالم، ويتفاوت مستوى التشجيع بين رابطة / منظمة تشجيعية وأخرى إذ توجد بعض التنظيمات التشجيعية المتطرفة وأهمها بويشويس نويس وهو تنظيم مُنع من دخول كامب نو بعهد الرئيس السابق خوان لابورتا، وهناك تنظيمات أخرى على غرار بويشويس نويس يمتاز تشجيعها بالتعصب ومن هذه التنظيمات:-
- المُجافريس Almogàvers وهو تنظيم تأسس عام 1989 ينادي أعضائه في استقلال إقليم كاتالونيا وهو تنظيم متطرف.[12]
- سانج كويل Sang Culé وهو تنظيم متشدد تأسس عام 1991 ويتواجد غالبا في قاعة بالاو بلوجرانا لمؤازرة فريقي السلة واليد.[13]

## شعبية النادي
لدى نادي برشلونة قاعدة جماهيرية مرتفعة جدا، ولا يقتصر مؤازروه في كاتالونيا وإسبانيا فحسب بل تمتد شعبية وجماهيرية النادي وبشكل مرتفع في جميع دول العالم بحيث تبدو قاعدته الجماهيرية ضخمة جدًا.
- يحظى النادي بأكبر نسبة جماهيرية في إسبانيا بواقع 44% من جماهير الكرة حسب إحصائية تم نشرها أواسط شهر أكتوبر 2011.[14]
- يعد برشلونة أكثر نادي شعبية في أوروبا إذ وصل عدد مشجعوه في القارة عام 2010 إلى 57.8 مليون تقريبا.[15]
- تحتل جماهير النادي الطليعة في مواقع التواصل الاجتماعي بعدد يناهز 117 مليون في صفحات النادي الرسمية في فيس⁬بوك وتويتر وغيرهما، حسب إحصائية تم نشرها في أواخر عام 2014.[16]

## ساحة الاحتفالات

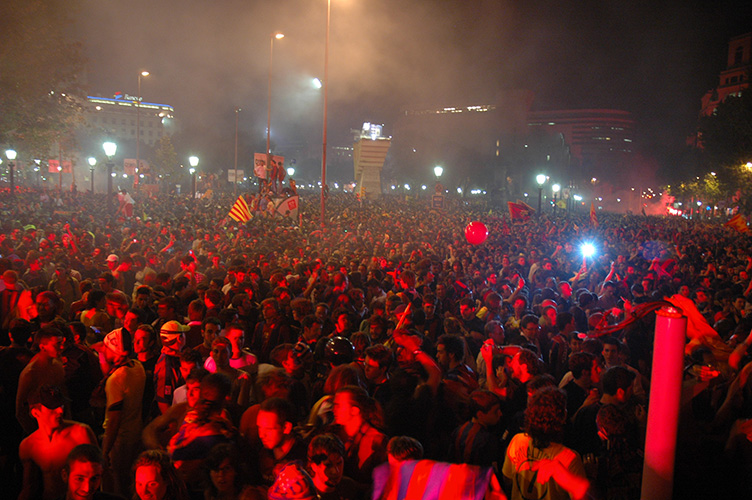
احتفالات أنصار النادي في ساحة كاناليتيس عام 2006 بعد تتويج الفريق بلقب دوري أبطال أوروبا

ساحة كاناليتيس الواقعة جنوب مدينة برشلونة تعتبر الساحة التي تتجمع فيها جماهير النادي سواء عند الاحتفال بإنجاز يحققه النادي أو للتجمهر والتجمع لمشاهدة مباريات النادي من خلال شاشات عملاقة يتم نصبها خصيصا لمشاهدة مباريات الفريق وغالباً ما تشهد تلك الساحة احتشاد عشرات الآلاف من أنصار النادي الكاتالوني.

## أشهر مشجعي النادي
هناك العديد من المشاهير شجعوا وأبدوا تعاطفهم مع النادي ومن أبرز مشجعي نادي برشلونة:
- رئيس الوزراء الإسباني السابق خوسيه لويس ثباتيرو.[18]
- بابا الفاتيكان الأسبق يوحنا بولس الثاني وقد كان عضو شرفي للنادي.[19]

يضاف لهم عدد من نجوم الفن والرياضة أشهرهم:-
| - المغنية الكولومبية شاكيرا - نجم بوليوود رانبير كابور | - لاعب السلة الأمريكي ماجيك جونسون - لاعب السلة الأمريكي كوبي براينت | - مغني البوب جستن بيبر |

وكذلك أشهر مشجع كرة قدم في العالم جيمي جامب الذي حاز على شهرة عالمية واسعة لقيامة باقتحام الملاعب الكروية في مباريات عديدة.

### المشاهير العرب
ولا تخلوا قائمة المشاهير الذين أظهروا تشجيعهم نادي برشلونة من الرياضيين والفنانين العرب وأشهرهم:-
| - لاعب كرة القدم محمد أبو تريكة - الفنانة غادة عبد الرازق - الفنانة نانسي عجرم | - فنان العرب محمد عبده - الفنان جورج وسوف - الفنان تامر حسني | - الفنانة نوال الزغبي - الفنانة هيفاء وهبي - الفنانة يارا |

## معرض الصور

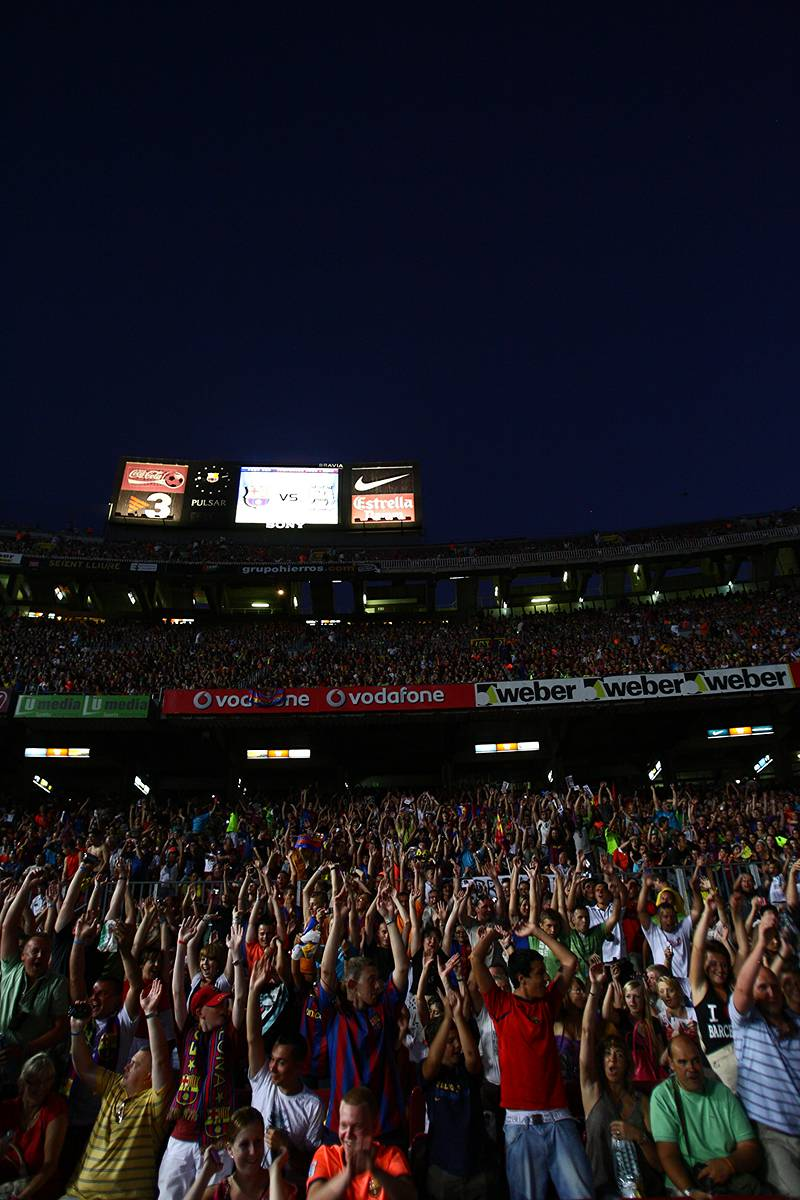
الجماهير المؤازرة للنادي في كامب نو صيف 2009
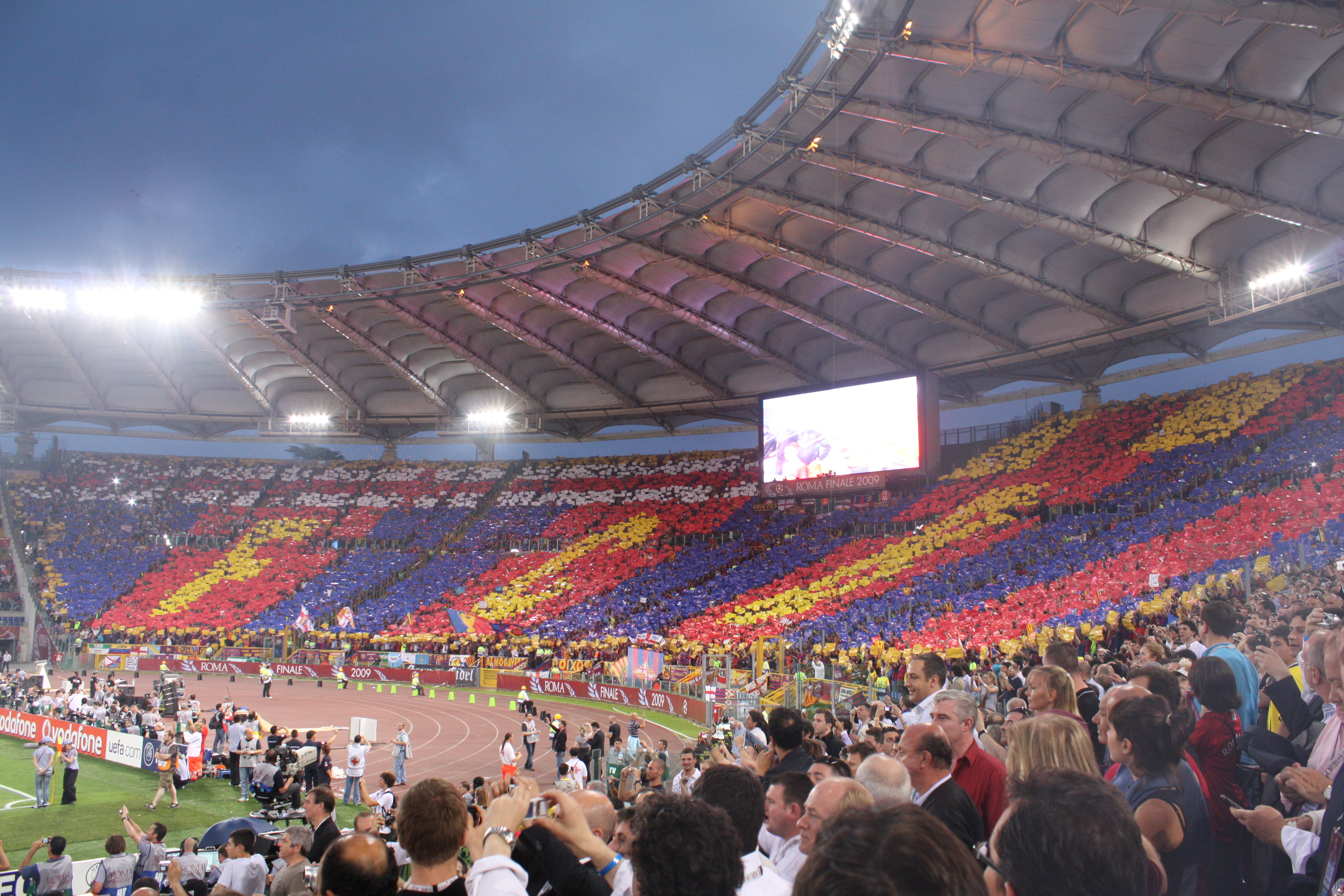
جماهير النادي في ملعب الأولمبيكو في روما في نهائي دوري أبطال أوروبا 2009
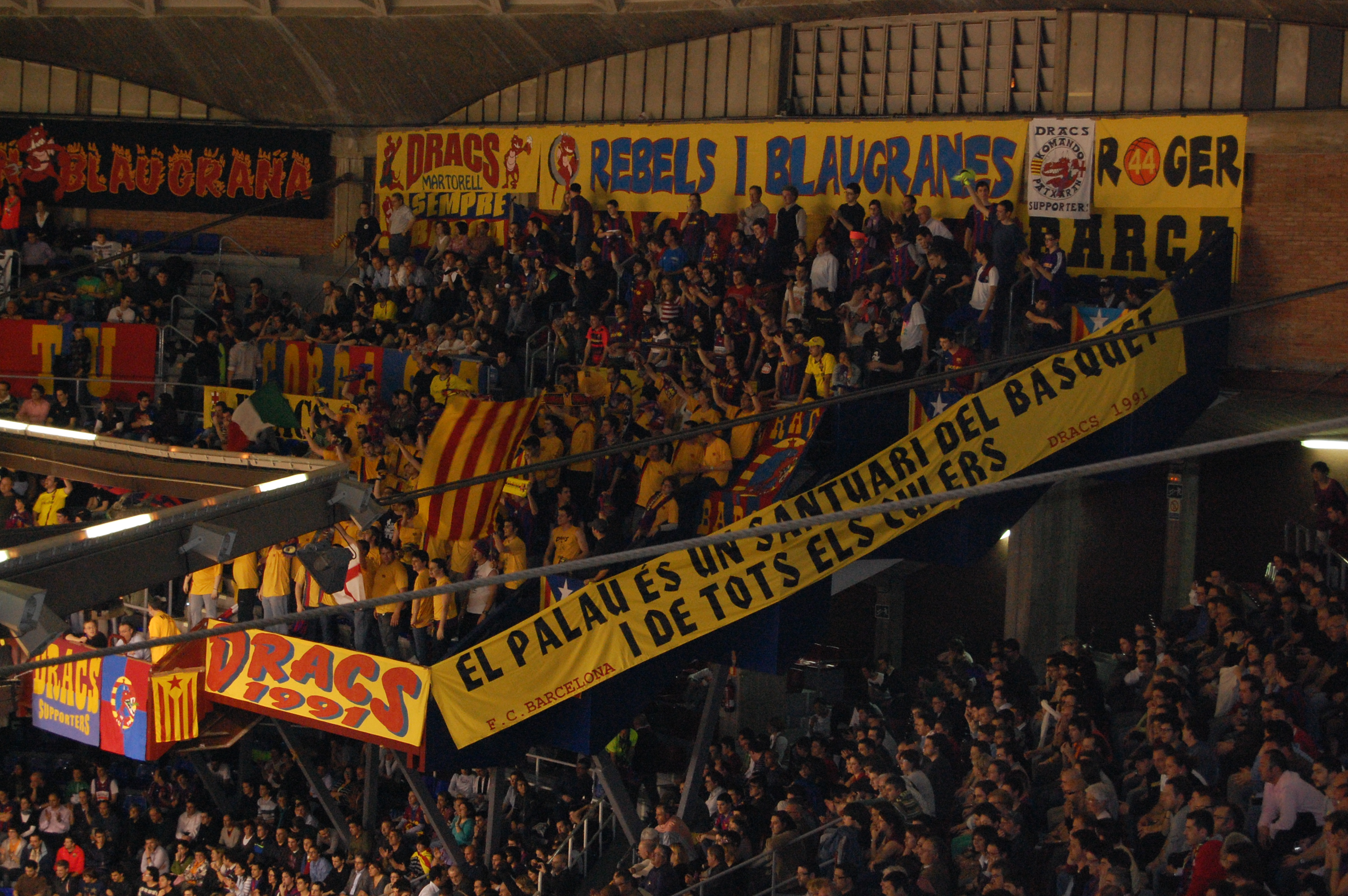
جماهير النادي المؤازرة لفريق السلة في قاعة بالاو بلوجرانا
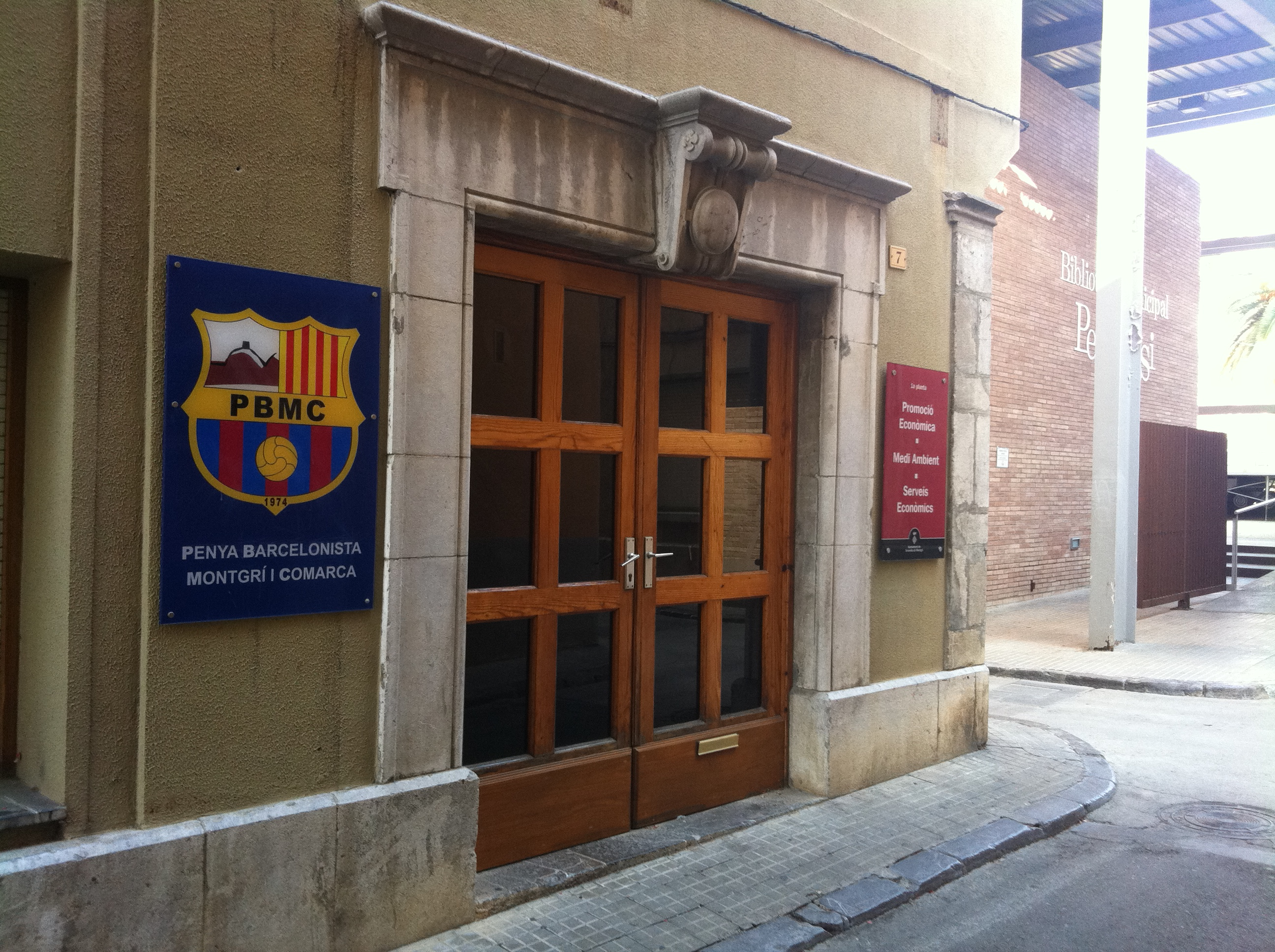
إحدى مقرات الروابط التشجيعية للنادي